# Prima battaglia di Salvador de Bahia
La prima battaglia di Salvador de Bahia (indicata talvolta anche come terza battaglia di Bahia) fu uno scontro militare tra la Repubblica delle Sette Province Unite e la marina dell'impero portoghese. Sul campo si scontrarono un'armata della compagnia olandese delle Indie britanniche sotto il comando del governatore del Brasile olandese, Giovanni Maurizio di Nassau-Siegen con circa 4600 uomini e 30 navi (guidate da Johan van der Mast) ed i difensori ispano-portoghesi della città, guidati da Giovanni Vincenzo Sanfelice, conte di Bagnoli, e dal portoghese Luís Barbalho.
Le truppe di Maurizio di Nassau-Siegen, per quanto non rinforzate come egli avrebbe voluto, partirono per la spedizione e riuscirono a sbarcare nei pressi della città, catturando una serie di avamposti nell'area. Tuttavia la città propriamente detta si rivelò complessa da conquistare e difesa da una guarnigione agguerrita. Poiché un assedio a lungo termine non era sostenibile dagli olandesi, Giovanni Maurizio decise di provare con una sortita con tutti i mezzi a sua disposizione nella speranza di spaventare il nemico. Dopo ore di combattimenti corpo a corpo, ad ogni modo, gli olandesi dovettero infine ritirarsi. I portoghesi decisero di non contrattaccare dal momento che Giovanni Maurizio, col favore della notte, era riuscito a sfuggire ed aveva ripreso la rotta per Recife. La battaglia emerse come una chiara vittoria degli ispano-portoghesi.